# SN 1998V
SN 1998V – supernowa typu Ia odkryta 18 marca 1998 roku w galaktyce NGC 6627. Jej maksymalna jasność wynosiła 15,88m.